# Семилітівська сільська рада
Семилі́тівська сільська рада (рос. Семилетовский сельский совет) — муніципальне утворення у складі Дюртюлинського району Башкортостану, Росія. Адміністративний центр — село Семилітка.
Станом на 2002 рік існували Семилітівська селищна рада (смт Семилітка), Нижньоаташевська сільська рада (село Нижньоаташево, селище Таштау) та Нижньоманчаровська сільська рада (села Каралачук, Нижньоманчарово).

## Населення
Населення — 5205 осіб (2019, 5787 у 2010, 5931 у 2002).

## Склад
До складу поселення входять такі населені пункти:
| Населений пункт       | Населення, осіб (2002) | Населення, осіб (2010) |
| --------------------- | ---------------------- | ---------------------- |
| Каралачук, село       | 562                    | 528                    |
| Нижньоаташево, село   | 465                    | 521                    |
| Нижньоманчарово, село | 578                    | 549                    |
| Семилітка, село       | 4155                   | 3977                   |
| Таштау, присілок      | 171                    | 212                    |